# Brita Sofía Hesselius
Brita Sofía Hesselius, née le 12 juin 1801 à Alster et morte le 25 juillet 1866 à Menton, est une photographe suédoise.

## Biographie
Brita Sofia Hesselius est née dans la paroisse d'Alster, dans la municipalité de Karlstad. Elle est la fille d'Anna Katarina Roman et d'Olof Hesselius, un agent immobilier. De 1845 à 1853, elle a dirigé une école de filles à Karlstad. Simultanément, elle a travaillé dans un studio de photographie de daguerréotype. Elle a été la première femme photographe professionnelle de son pays, devant Hedvig Söderström, qui était considérée comme la première lorsqu'elle a ouvert un studio à Stockholm en 1857.
Brita Sofia Hesselius a également réalisé des portraits à l'huile. En 1853, elle s'installe à Stockholm, puis en France, où elle décède dans la ville de Menton.